# Bellerose (Schauspieler)
Bellerose, auch Belle-Rose, eigentlich Pierre le Messier (1592 – 1670) war ein französischer Schauspieler und Theaterleiter. Er war einer der führenden Tragöden der ersten Hälfte des 17. Jahrhunderts.

## Leben
Bellrose wurde 1609 von Valleran le Conte unterrichtet, in Bourges spielte er 1619 und 1622 war er Leiter seiner eigenen Gesellschaft in Marseille, aber viel mehr ist über seine frühe Karriere nicht bekannt.
Er trat 1622 in die Schauspieltruppe Comédiens du Roi unter Gros-Guillaume im Hôtel de Bourgogne ein. Er hatte eine gut ausgebildete Stimme und spielte Hauptrollen in Komödien und Tragödien. Er fungierte auch als Ansager für das Publikum.
Einige Zeitgenossen betrachteten Bellerose als geistlos und affektiert und bevorzugten seinen Erzrivalen, den dynamischeren Montdory im Théâtre du Marais.
Nach dem Tod von Gros-Guillaume im Jahr 1634 wurde Bellerose der Prinzipal der Comédiens du Roi und blieb bis 1647 in dieser Position, als er vermutlich seine Beteiligung an der Schauspieltruppe zu einem sehr hohen Preis an seinen Schwager Floridor verkaufte.